# 해양법에 관한 유엔 협약

UNCLOS 공식 로고

해양법에 관한 유엔 협약(영어: United Nations Convention on the Law of the Sea, UNCLOS)은 제3차 해양법에 관한 유엔 회의(UNCLOS-III, 1973년~1982년)의 결과 1982년 채택된 국제 협약이다. 바다와 그 부산 자원을 개발·이용·조사하려는 나라의 권리와 책임, 바다 생태계의 보전, 해양과 관련된 기술의 개발 및 이전, 해양과 관련된 분쟁의 조정 절차 등을 320개의 조항에 걸쳐 규정하고 있다. 세계 각국 해양법의 기준이 되는 협약이기에 흔히 국제 해양법이라고도 불린다. 해양생물·광물·에너지 등을 개발하여 자원을 얻을 수 있으며, '국제해저기구'의 설립을 통해 막대한 자본과 시설이 필요해 선진국들의 전유물로만 여겨졌던 심해저 자원개발에 개발도상국들도 참여할 수 있게 되었다.
이 협약은 1982년 12월 10일 자메이카의 몬테고 베이(Montego Bay)에서 작성과 동시에 서명 개방 되었으며, 1994년 11월 16일부로 효력이 발생한 현행 국제법이다. 2013년 현재 UNCLOS를 비준한 나라, 즉 정식 회원은 168개 이고, 대한민국은 1983년 3월 14일 정부의 서명 이후 국회에서 1996년 1월 29일 이를 비준함으로써 여든넷째 회원국이 되었다.(발효 시점은 1996년 2월부터) 이로 인해 태평양 클라리온 클리터튼 해역 15만 평방km를 개발할 수 있게 되었다. 한편 대한민국은 국제연합해양법회의(UN Conference on the Law of the sea) 제3차 때부터 매 회기마다 대표를 파견하고 있다. 북한은 1982년 12월 10일 정부 서명 이후 현재 최고인민회의 상임위원회의 비준을 앞두고 있다.

### 비준 현황

협약을 비준함
협약에 서명했으나 아직 비준하지 않음
협약에 서명하지 않음. 복잡한 이권 분쟁을 벌이고 있는 카스피해의 연안국들이 주로 협약에 가입하지 않았음을 알 수 있다.

## 내용

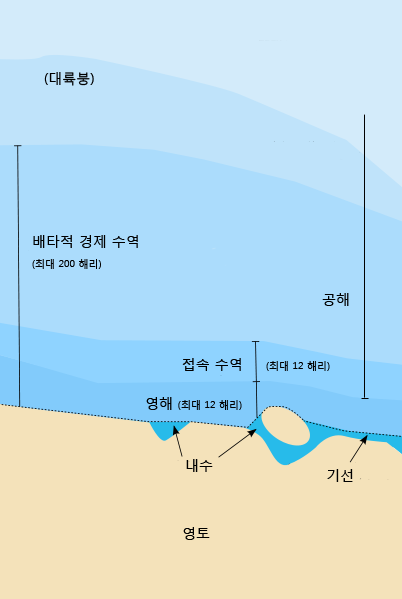
해양법에 관한 국제 협약에 따른 바다의 구분. 배타적 경제 수역의 성문화는 UNCLOS-III 회의의 최대 성과 중의 하나이다.

유엔 해양법은 320조의 본문과 9개의 부속서로 이루어져 있다.

### 부속서

#### 제1 부속서
제1 부속서는 '고도회유성어종'에 관한 내용이다. 부속서에는 17종의 고도회유성어종이 열거되어 있으며, 이들은 날개다랑어, 참다랑어, 눈다랑어, 가다랑어, 황다랑어, 검은지느러미다랑어, 작은다랭이류, 남부참다랭이, 물치다래류, 새다래류, 새치류, 돛새치류, 황새치, 꽁치류, 만새기류, 원양성 상어류, 고래류 등이다.

#### 제2 부속서
제2 부속서는 대륙붕한계위원회에 관한 규정이다. 대륙붕한계위원회는 21명의 위원으로 구성되며, 200해리 밖으로 확장되는 대륙붕의 바깥한계에 관하여 연안국이 제출하는 자료를 검토하고 권고한다.

#### 제3 부속서
제3 부속서는 '개괄탐사, 탐사 및 개발의 기본조건'에 관한 규정으로서, 22개 조문을 통하여 심해저자원의 탐사 및 개발과 관련된 세부 내용을 규정하고 있다.

#### 제4 부속서
제4 부속서는 '심해저공사 정관'이며, 13개 조로 구성되었다.

#### 제5 부속서
제5 부속서는 '조정'으로서 14개 조로 구성되어 있으며, 분쟁의 평화적 해결을 위한 조정의 절차를 규정하고 있다.

#### 제6 부속서
제6 부속서는 '국제해양법재판소 규정'이며, 41개 조로 구성되어 있다.

#### 제7 부속서
제7 부속서는 '중재재판'으로서, 13개 조로 구성되어 중재재판소의 구성과 임무, 절차를 규정하고 있다.

#### 제8 부속서
제8 부속서는 '특별중재재판'으로서, 8개 조로 구성되었으며, 어업, 해양환경의 보호와 보전, 해양과학조사, 그리고 선박에 의한 오염과 투기에 의한 오염을 포함하는 항행 등과 관련된 분쟁의 해결을 위해 설립되는 특별중재재판소의 구성과 절차를 규정하고 있다.

#### 제9 부속서
제9 부속서는 '국제기구의 참여'로서, 국가에 의하여 구성된 정부간 기구가 회원국이 권한을 위임한 사항에 관하여 유엔해양법협약에 참여하여, 권리를 행사하고 의무를 이행할 수 있도록 규정하고 있다.

## 같이 보기
- 공해
- 국제 해양법 재판소
- 배타적 경제 수역
- 영해
- 접속수역